# Étrœungt
Étrœungt ist eine französische Gemeinde mit 1.255 Einwohnern (Stand: 1. Januar 2022) im Département Nord in der Region Hauts-de-France. Sie gehört zum  Arrondissement Avesnes-sur-Helpe und zum Kanton Avesnes-sur-Helpe. Die Einwohner werden Corbeteux genannt.

## Geografie
Étrœungt liegt etwa sechs Kilometer südlich von Avesnes-sur-Helpe an der Helpe Mineure. Umgeben wird Étrœungt von den Nachbargemeinden Haut-Lieu im Nordwesten und Norden, Avesnelles im Norden, Sémeries im Nordosten, Rainsars im Osten, Féron im Osten und Südosten, Rocquigny im Südosten und Süden, La Flamengrie und Larouillies im Süden, Floyon im Südwesten sowie Boulogne-sur-Helpe im Westen.
Durch die Gemeinde führt die Route nationale 2, die Paris mit Brüssel verbindet.

## Bevölkerungsentwicklung
| Jahr                       | 1962 | 1968 | 1975 | 1982 | 1990 | 1999 | 2006 | 2013 | 2020 |
| Einwohner                  | 1749 | 1769 | 1582 | 1495 | 1366 | 1396 | 1373 | 1408 | 1291 |
| Quellen: Cassini und INSEE |      |      |      |      |      |      |      |      |      |

## Sehenswürdigkeiten

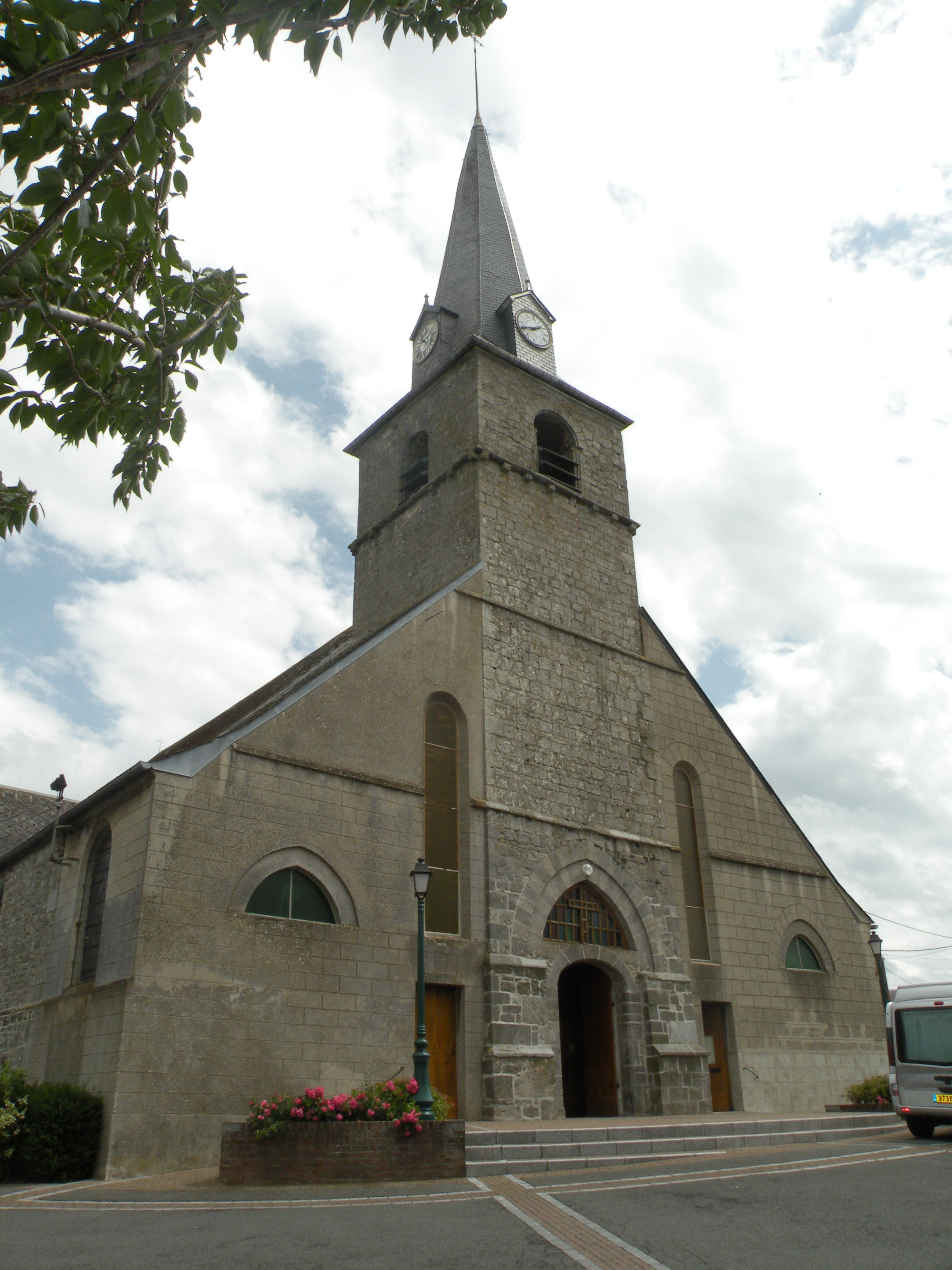
Kirche Saint-Martin
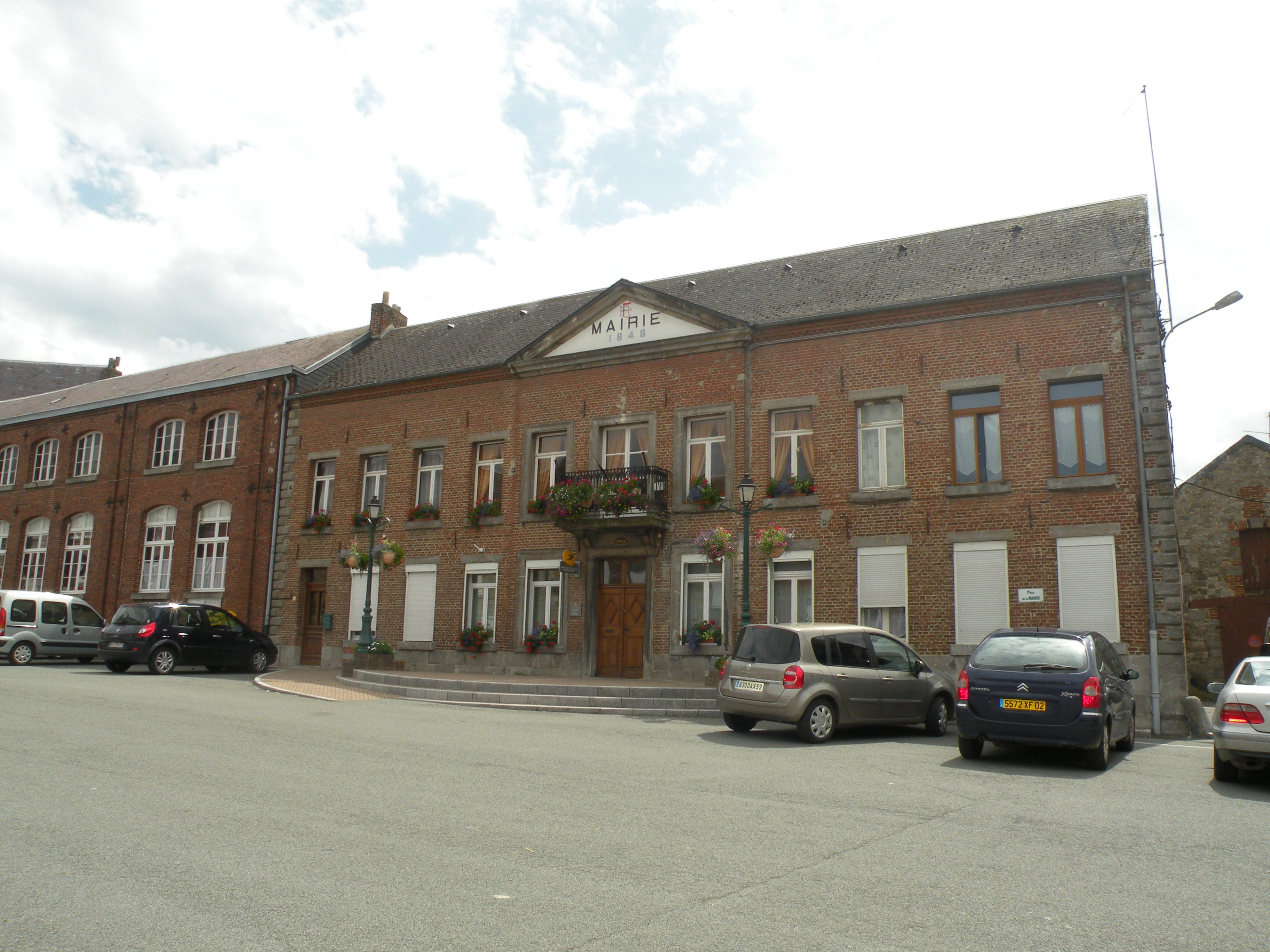
Rathaus (Mairie) von Étrœungt
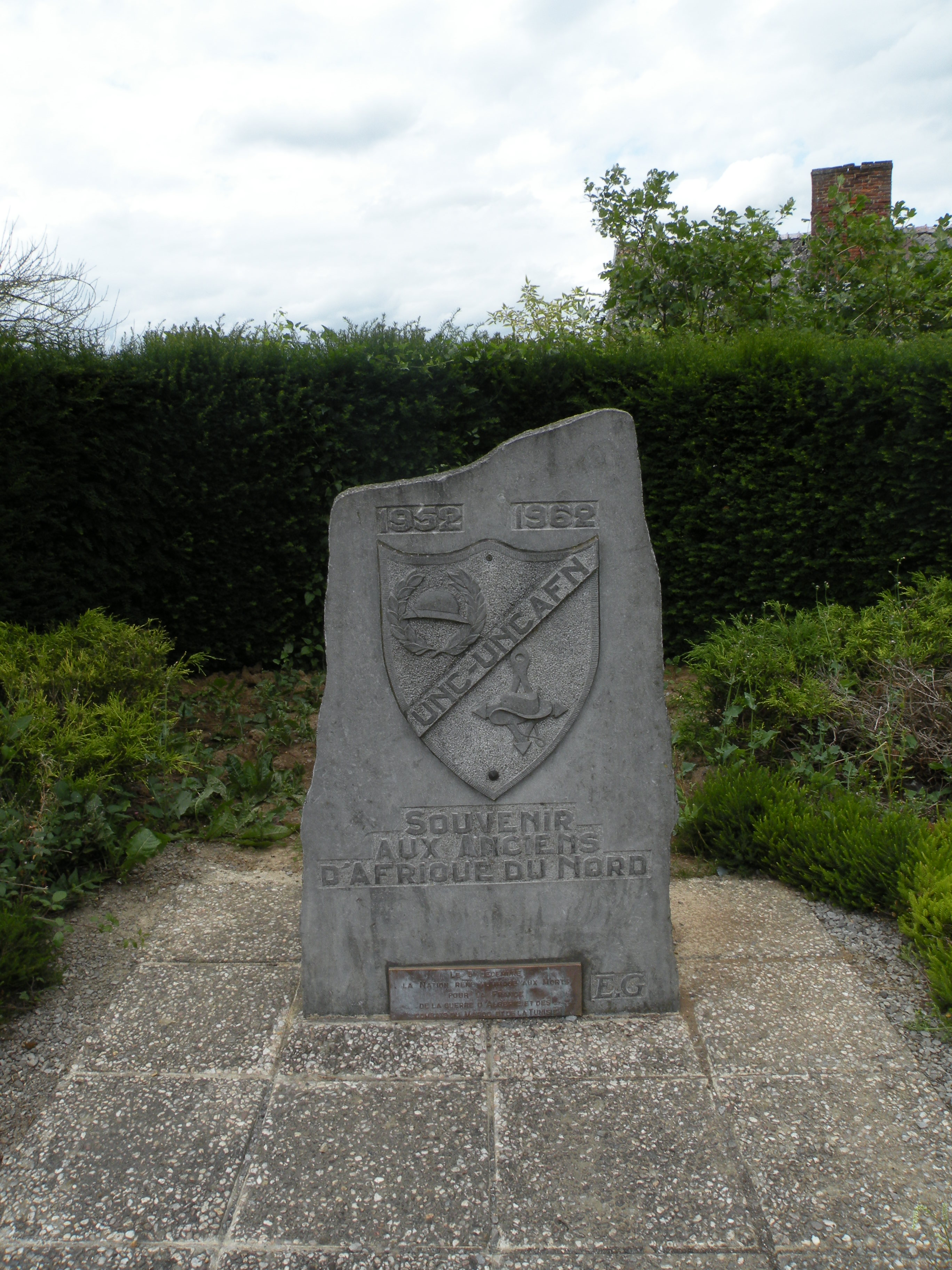
Gefallenendenkmal

- Ehemalige Mühle

- Kirche Saint-Martin
- Rathaus (Mairie) von Étrœungt
- Gefallenendenkmal

## Sport
Die Frauen des Fußballvereins AS Étrœungt haben 1978, 1979 und 1981 den französischen Meistertitel gewonnen.